# Matea Ferk
Matea Ferk (* 8. Juni 1987 in Rijeka) ist eine kroatische Skirennläuferin. Sie startet vorwiegend in den technischen Disziplinen Slalom und Riesenslalom, nahm an jeweils zwei Olympischen Winterspielen und Weltmeisterschaften teil und fuhr von 2004 bis 2010 – mit einer verletzungsbedingten zweijährigen Pause – im Weltcup.

## Karriere
Matea Ferk fuhr ihre ersten FIS-Rennen im März 2003. Von 2004 bis 2006 nahm sie an Juniorenweltmeisterschaften teil, wobei ein fünfter Platz im Slalom 2006 ihr bestes Ergebnis war. Ab November 2004 startete Ferk auch im Weltcup. Allerdings konnte sie sich in keinem ihrer bis Januar 2010 über 20 Weltcuprennen für den zweiten Durchgang der besten 30 qualifizieren, weshalb sie in ihrer Karriere ohne Weltcuppunkte blieb. Auch an Rennen im Nor-Am Cup nahm sie mehrmals teil und erreichte dabei zweimal eine Platzierung unter den schnellsten 15. Im Europacup hingegen fuhr sie nur ein einziges Rennen.
Ferks Karriere wurde zu Beginn der Saison 2006/2007 durch einen schweren Sturz im Nor-Am-Slalom in Winter Park fast zwei Jahre unterbrochen. Dabei erlitt sie unter anderem einen Riss des vorderen Kreuzbandes und des Innenmeniskus im linken Knie. Nach einer Operation musste sie die gesamte Saison pausieren. Wegen anhaltender Schmerzen im verletzten Knie musste sie sich im Juli 2007 erneut einer Operation unterziehen. Ende November 2007 nahm sie zwar wieder an einem Slalomrennen teil, doch nach einem weiteren Eingriff konnte sie auch im Winter 2007/2008 keine weiteren Rennen bestreiten. Erst ab Dezember 2008 nahm sie wieder an Wettkämpfen teil.
Bei Weltmeisterschaften und Olympischen Winterspielen, an denen Ferk ab 2005 teilgenommen hatte, kam sie bei sieben Starts nur zweimal ins Ziel. Bei den Weltmeisterschaften 2005 in Santa Caterina wurde sie 40. im Riesenslalom und schied im Slalom aus. Zwei Ausfälle im Slalom und im Riesenslalom hatte sie bei den Olympischen Winterspielen 2006 zu verzeichnen. Nach ihrer Verletzungspause schied sie auch im Slalom der Weltmeisterschaften 2009 in Val-d’Isère aus. Bei den Olympischen Winterspielen 2010 in Vancouver erzielte sie mit Platz 34 im Slalom wieder ein Ergebnis, während sie im Riesenslalom erneut ausfiel.
Nach der Saison 2009/2010 verlor Ferk ihre Kaderzugehörigkeit im Kroatischen Skiverband, weshalb sie nun nicht mehr im Weltcup oder bei Großereignissen im Einsatz ist. Seit dem Winter 2010/2011 startet sie für das Skiteam des Sierra Nevada College bei Universitäts- und FIS-Rennen in den Vereinigten Staaten.

## Erfolge

### Olympische Winterspiele
- Vancouver 2010: 34. Slalom

### Weltmeisterschaften
- Santa Caterina 2005: 40. Riesenslalom

### Juniorenweltmeisterschaften
- Bardonecchia 2005: 21. Slalom
- Québec 2006: 5. Slalom, 41. Super-G

### Weitere Erfolge
- 2 Siege in FIS-Rennen